# 橋本喜助 (1859年生の実業家)
橋本 喜助（はしもと きすけ、1859年7月12日（安政6年6月13日） - 1891年（明治24年）2月25日）は、日本の商人（足袋商）、政治家・埼玉県会議員、実業家。「行田足袋の開祖」として著名である。族籍は埼玉県平民。

## 人物
武蔵国埼玉郡忍町（現・行田市）生まれ。足袋製造工場を設立する。1887年12月、埼玉県会議員となる。しかし、1889年4月13日に辞職して、家業に専念した。妹のトクは広部銀行頭取広部清兵衛の妻。橋本喜助商店主で、行田電灯社長の橋本喜助は息子である。住所は埼玉県北埼玉郡忍町（現行田市）。

## 家族
- 妻・ます（1864年生）埼玉、群馬鉄道馬車・高崎水力電気社長の須藤清七の姪
- 二男・橋本喜助 (1889年生の実業家)。岳父は海軍軍医中将・本多忠夫
- 娘・まさ（1888年生）夫は華南銀行副頭取・台湾電力理事の山中義信
- 娘・あさ（1891年生）夫は田村利七の三男・田村謹壽
- 妹・トク（1869年生）夫は広部清兵衛